# Notobubon galbaniopse
Notobubon galbaniopse là một loài thực vật có hoa trong họ Hoa tán. Loài này được (H. Wolff) Magee mô tả khoa học đầu tiên năm 2008.